# آيت الطالب (تمالوكت)
آيت الطالب هو دُوَّار يقع بجماعة تملوكت، إقليم تارودانت، جهة سوس ماسة في المملكة المغربية. ينتمي الدوّار لمشيخة تمالوكت التي تضم 13 دوار. يقدر عدد سكانه بـ 437 نسمة حسب الإحصاء الرسمي للسكان والسكنى لسنة 2004.

## وصلات خارجية
- البوابة الوطنية للجماعات الترابية
- المندوبية السامية للتخطيط